# Жакова, Вера Николаевна
Вера Николаевна Жакова (6 (19) августа 1914, село Никулино Симбирской губернии (ныне Ульяновская область) — 13 марта 1937, город Горький (ныне Нижний Новгород)) — писательница. Вела переписку с А. М. Горьким.         

## Биография
Родилась в семье юриста Николая Николаевича и учительницы Екатерины Алексеевны Жаковых. В 1923 году после многочисленных переездов семья Жаковых перебралась в Благовещенск-на-Амуре, где юная Вера пошла в школу. Талант будущей писательницы начал проявляться еще в детстве. Обладая феноменальной памятью, она уже в семилетнем возрасте знала наизусть некоторые сказки и стихи Пушкина, Бунина, Никитина, Кольцова и др. В августе 1928 года четырнадцатилетняя Вера решилась на смелый поступок — отправила свои стихи А. М. Горькому в Италию, в Сорренто. А спустя несколько месяцев получила ответ. В письме Алексей Максимович откровенно называл её стихи «очень плохими», но просил не отчаиваться и продолжать писать ведь в её возрасте «и Лермонтов и многие другие прекрасные поэты писали также скверные стихи».
Летом 1930 года Вера окончила школу и отправилась в Москву. На тот момент ей было шестнадцать, а значит: о поступлении в институт не могло быть и речи. Не желая терять два года, она вступила в кружок марксистов-диалектиков при Всесоюзной библиотеке имени В. И. Ленина. Вера с головой погрузилась в работу, посещала столичные музеи, храмы, дворцы, особенно часто бывала в столь любимом ей Музее изящных искусств, где энергичную и начитанную девушку вскоре заметили и направили в музейный вуз.
С Горьким юная Вера встретилась 13 мая 1931 года, сразу после возвращения знаменитого писателя в Советский Союз. В этом же году она поступила в редакционно-издательский институт. Учеба и активная общественная деятельность, не помешали ей всерьез заняться историей. Именно тогда Вера задумала писать о так называемых «черных людях», талантах, затерявшихся в толщах веков — механике Иване Кулибине, придворном певчем Максиме Березовском и др.
Осенью 1935 года по поручению Алексея Максимовича Жакова отправилась в город Горький, чтобы заняться историей края, а после смерти писателя в июне 1936 года еще больше погрузилась в работу. Менее чем за год написаны повесть «Школа Ступина», рассказы «Жизнь и чудеса юродивой Елены Ягуновой подвижницы Троицкого монастыря» и «Град Китеж». К тому времени здоровье Веры было уже сильно подорвано, но она и слышать не хотела об отдыхе. «Сейчас, после смерти Алексея Максимовича, каждая потерянная минута — преступление, если не оскорбление его памяти», — повторяла она.
Вера Жакова умерла 13 марта 1937 от паралича сердца. Ей было всего 22 года.

## Память
Памятник на могиле Веры Жаковой на Бугровском кладбище был установлен в 2011 году на средства Николая Морохина и Дмитрия Павлова.

## Издания
1. Жакова В. Н. Очерки. Повести. Рассказы. — Благовещенск: Амурское кн. изд., 1963
2. Жакова В. Н. Исторические повести. — Москва: Сов. Россия, 1973